# Erick Gálvez

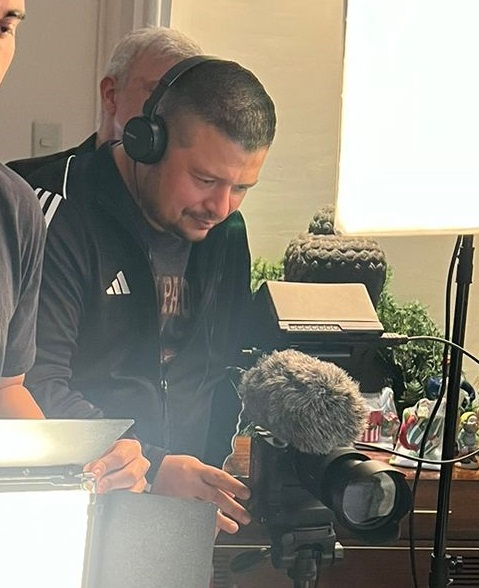
Grabación de la película "Cambalache" 2024

Erick René Gálvez Gordillo también conocido como Erick Gálvez, es un guionista, productor y director guatemalteco de cine y televisión.

## Biografía
Nació en la ciudad de Guatemala en 1981. En 2004 obtuvo su licenciatura en Ciencias de la Comunicación en la Universidad Rafael Landivar y en 2012 recibió su maestría en Dirección de medios de comunicación en la Universidad Panamericana de Guatemala. Desde 2010 es catedrático de cursos de guion y producción audiovisual en la Universidad Rafael Landivar.Su mentor fue el filósofo y productor audiovisual Dr. Jon Dunn, a quien conoció en la Universidad y fue su catedrático en varios cursos. Desde muy joven su gusto por la producción audiovisual lo hizo comenzar una productora de televisión junto con un compañero de estudios, donde realizaron varios proyectos para la tele revista matutina "Nuestro Mundo" de Canal 7 de Guatemala. Desarrolló materiales publicitarios y de televisión para la productora Moralejas. Su creatividad lo hizo desarrollarse también en varias agencias de publicidad y  comunicación como; Miracle Factory, Milk n Cookies, Grupo La Fabrica y Artphoto, Siempre en el área de desarrollo de proyectos.  
Fue guionista del programa infantil Chiquirrines Club de Nancy Recinos en TV Azteca.  

## Trayectoria
En 2008 publicó su primer libro titulado "ClarOscuro" una colección de cuentos cortos con la editorial Paz Editores. En 2013, publicó a través de la Editorial Cara Parens de la Universidad Rafael Landivar el libro: "La culpa es del guionista"
Después de incursionar en escribir y dirigir cortometrajes, entre ellos: Guardameta y Densen Verguen, obras que participaron con buen recibimiento en el Festival Icaro. Debutó como guionista de largometrajes en la película Repechaje de la productora Moralejas. Posteriormente trabajó en el guion de la película Gerardi. Luego, en 2013 debuta como director en la película 2+1 cinta que fue nominada a mejor largometraje de ficción en el Festival Icaro.
En 2015 fue contactado por el productor Luigi Lanuza para trabajar el guion y la dirección de la película "El Señor de Esquipulas", Luigi Lanuza, es hijo del cineasta guatemalteco Rafael Lanuza. La película fue nominada en la categoría de mejor largometraje centroamericano en el Festival Icaro y posteriormente fue nominada en la categoría de mejor película guatemalteca en el Festival de Cine Antigua de 2024. En dicho festival, Luigi Lanuza obtuvo un premio a su trayectoria y Gálvez una Mención Honorífica en la categoría de mejor director guatemalteco. 
En 2017 a través de la Editorial Cara Parens de la Universidad Rafael Landivar publicá el libro: "La culpa es del productor".
En 2020, lanzó la cinta El Mastodonte, una de las primeras cintas denominadas como audiocine.Este proyecto fue apadrinado por el Comité Pro-ciegos y Sordos De Guatemala y la Asociación de Ciegos para la Cultura y el Deporte. En 2023 se estrena la película Vicente Mozo del director Manny Herrera. En dicha cinta, Gálvez participó como guionista. La película "Vicente Mozo" ganó el premio de Best Feature Film Comedy en el Follywood Film Festival en Florida, Estados Unidos y en el Festival de Cine Antigua, ganó el premio a mejor película de comedia.  
En 2024 participó como guionista  en la miniserie de televisión "Antes de la Navidad". Esta fue la primera serie original del canal religioso Canal 27.
En 2025 estrenó su libro: "La culpa es del director" con la Editorial Cara Parens de la Universidad Rafael Landivar.

## Filmografía

### Cine
| Año  | Título                 | Notas                           |
| ---- | ---------------------- | ------------------------------- |
| 2009 | Repechaje              | Guionista                       |
| 2010 | Gerardi                | Guionista                       |
| 2011 | Guardameta             | Guionista y director            |
| 2012 | Densen Verguen         | Guionista y director            |
| 2013 | Nightfall              | Guionista                       |
| 2014 | 2+1                    | Guionista y director            |
| 2014 | Undercover             | Guionista                       |
| 2015 | El señor de Esquipulas | Guionista y director            |
| 2018 | La gran noche          | Guionista y director            |
| 2019 | Arenas del tiempo      | Guionista y director            |
| 2020 | El Mastodonte          | Guionista y director            |
| 2021 | Random                 | Guionista, productor y director |
| 2021 | Navidad para el olvido | Guionista y director            |
| 2022 | Ahora es cuando        | Guionista y director            |
| 2022 | Nada que ver           | Guionista y director            |
| 2022 | Contra entrega         | Guionista y director            |
| 2023 | Tranquilo don Camilo   | Guionista y director            |
| 2023 | Vicente Mozo           | Guionista                       |
| 2023 | Mano a mano            | Guionista y director            |
| 2024 | Cambalache             | Guionista y director            |

### Televisión
| Año  | Título              | Notas     |
| ---- | ------------------- | --------- |
| 2019 | Chiquirrines Club   | Guionista |
| 2024 | Antes de la Navidad | Guionista |

## Nominaciones

### Festival Ícaro
| Año  | Categoría                     | título                 | Resultado |
| ---- | ----------------------------- | ---------------------- | --------- |
| 2011 | Mejor cortometraje de ficción | Guardameta             | Nominado  |
| 2012 | Mejor cortometraje de ficción | Densen Verguen         | Nominado  |
| 2013 | Mejor largometraje de ficción | 2+1                    | Nominado  |
| 2015 | Mejor largometraje de ficción | El Señor de Esquipulas | Nominado  |

### Festival de Cine Antigua
| Año  | Categoría                   | título                 | Resultado          |
| ---- | --------------------------- | ---------------------- | ------------------ |
| 2024 | Mejor director guatemalteco | El Señor de Esquipulas | Mención Honorífica |

## Libros
| Año  | Título                    | Género         | Editorial     |
| ---- | ------------------------- | -------------- | ------------- |
| 2008 | Claroscuro                | Cuentos cortos | Paz Editories |
| 2013 | La culpa es del guionista | Cine y TV      | Cara Parens   |
| 2017 | La culpa es del productor | Cine y TV      | Cara Parens   |
| 2025 | La culpa es del director  | Cine y TV      | Cara Parens   |